# Леттерфрак
Леттерфрак (англ. Letterfrack; ирл. Leitir Fraic) — деревня в Ирландии, находится в районе Коннемара в графстве Голуэй (провинция Коннахт). Она была основана квакерами в середине XIX века. Деревня находится примерно в 3 километрах (2 милях) к западу от Ринвайла и в 15 километрах (9 милях) к северо-востоку от Клифдена.

## История

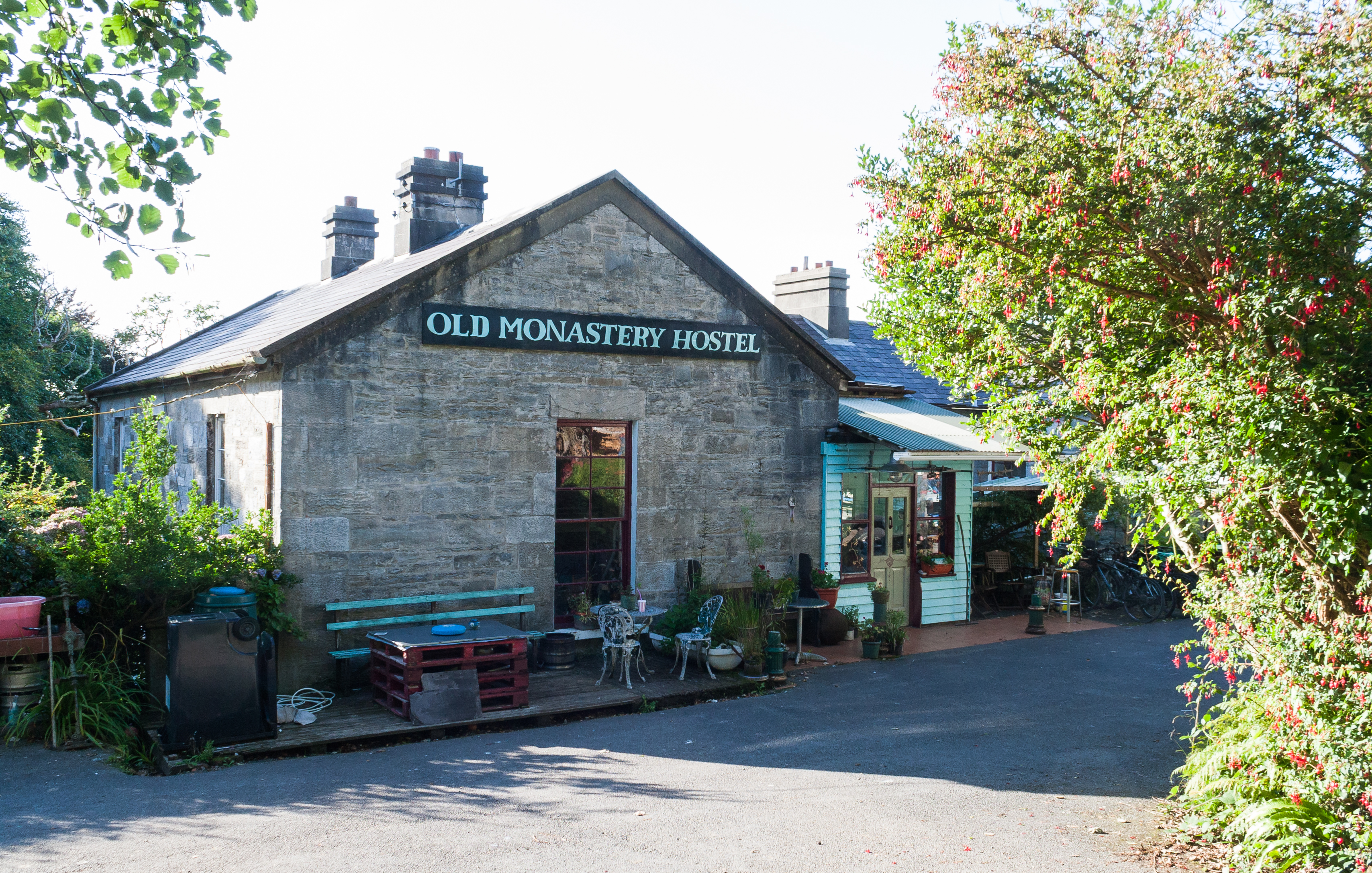
Здание, построенное в 1849 году Джеймсом и Мэри Эллис, служит в качестве хостела

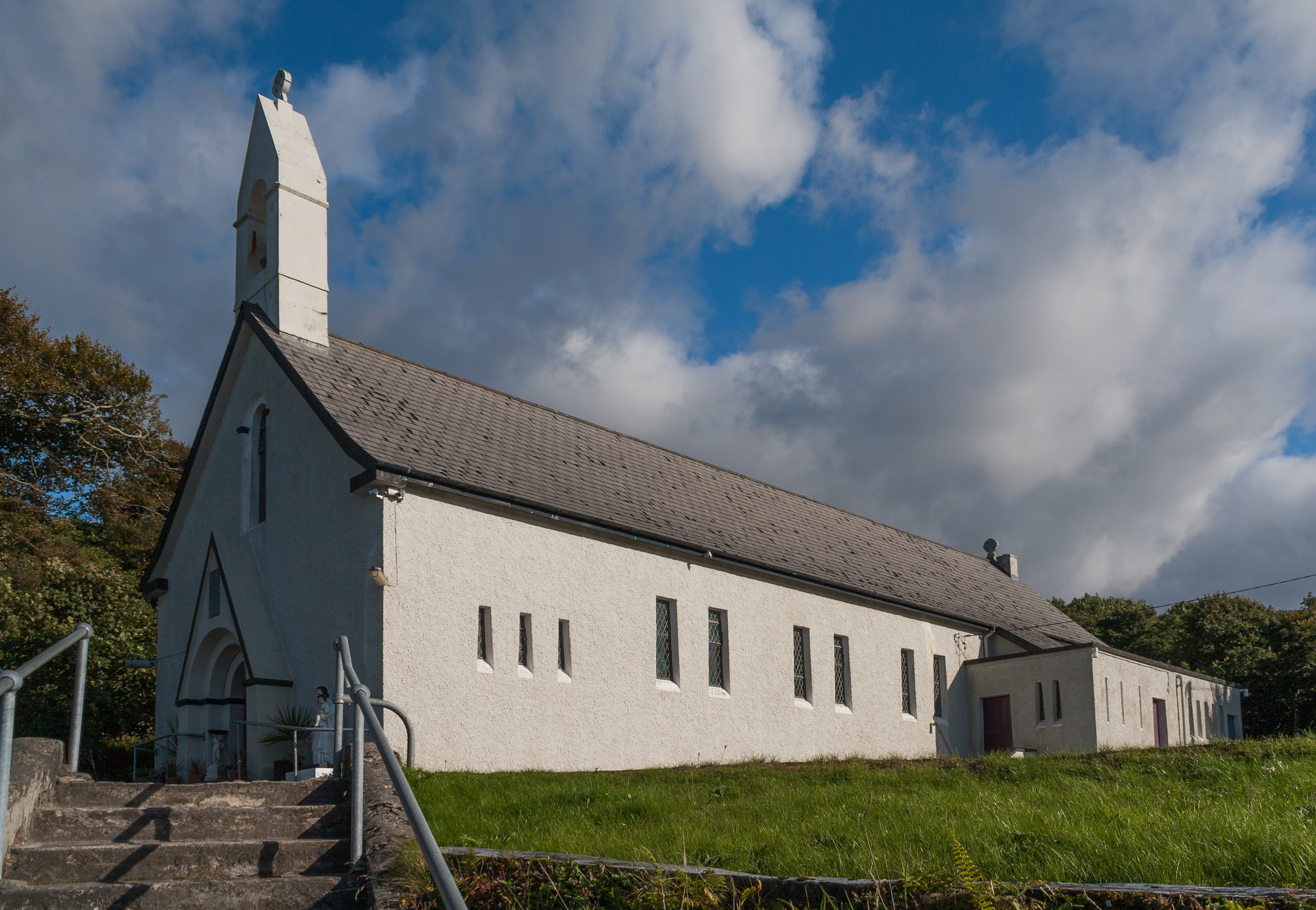
Церковь Святого Иосифа (St. Joseph's Church)

Джеймс и Мэри Эллис, супружеская пара квакеров из Брэдфорда в Англии, переехали в Леттерфрак во время Великого голода. Эллисы стали постоянными домовладельцами в Леттерфраке в 1849 году. Будучи квакерами, Эллисы хотели помочь пострадавшим от голода. Они арендовали почти 1 тысячу (405 гa) необработанной земли и начали возделывать её и засаживать лесом. Они построили здание школы, жилье для торговцев, магазин, амбулаторию и гостиницу для непьющих. В 1857 году собственность была продана Джону Холлу, убежденному протестанту и стороннику Ирландской церковной миссии (ИЦМ). ИЦМ использовала здание для обращения католиков в протестантизм. В 1882 году после 25 лет деятельности, не добившись особых успехов,  Холл продал здание и тясячу акров земли за 3000 фунтов стерлингов. Покупателем оказался католический архиепископ Туама Джон МакЭвилли, который использовал вымышленное имя, чтобы Холл принял его за протестанта. В 1885 году он основал Индустриальную школу Святого Иосифа в Леттерфраке, которая открылась в 1887 году. Как и многие другие учреждения, управляемые Конгрегацией Христианских Братьев, Индустриальная школа в Леттерфрак позднее стала печально известной чрезмерным применением телесных наказаний, пренебрежением и растлением малолетних мальчиков, находящихся в её ведении, в результате она была закрыта в 1974 году.

## Беспроводная станция Маркони
Леттерфрак был выбран Маркони в качестве места для трансатлантической приёемной станции беспроводной связи для его новой дуплексной трансатлантической беспроводной службы. Это одна из немногих сохранившихся станций Маркони в мире. Дуплексная операция была первоначально разработана Маркони в Леттерфраке с использованием сбалансированного карборундового детектора с антенной, подвешенной между Даймонд Хиллом и Мвелином. Позже это стало стандартной практикой коммерческой и военной радиотелеграфной связи во всем мире.
Начиная с апреля 1911 года, сообщения в восточном направлении отправлялись из Marconi Towers, мощной беспроводной станции в Новой Шотландии, в Леттерфрак; в то время как сообщения в западном направлении отправлялись в 1913 году с мощной беспроводной станции Клифдене в Луисбург. Станция Леттерфраке была перемещена в Карривонгаун и закрыта в апреле 1917 года. Некоторые экспериментальные работы на коротких волнах и другие работы Маркони инженерами Франклином и Виттом были проведены в начале 1920-х годов.

## Церковь Святого Иосифа
В 1924-1926 годах на территории Промышленной школы по проекту архитектора Рудольфа Максимилиана Батлера была построена церковь в стиле романского возрождения. Церковь была посвящена Святому Иосифу и освящена Томасом Гилмартином 12 июня 1926 года. Церковь состоит из одного четырёхпролетного нефа, ориентированного с севера на юг, с двумя небольшими боковыми часовнями и пристроенной ризницей на западной стороне.